# Peter Sitell
Peter Sitell, född 16 augusti 1956 i Solna församling, är en svensk glaskonstnär och målare.
Efter grundskolan fick Peter Sitell en ettårig praktisk-estetisk utbildning på Oskarshamns folkhögskola, med konstnären Sigfrid Södergren som lärare. Därefter gick han en förberedande konstnärlig utbildning på Östra Grevie folkhögskola, följd av egenstudier i filosofi, färglära, geometri och perspektiv.
Sedan år 1995 arbetar Peter Sitell på det anrika glasmästeriet N.P. Ringström AB på Södermalm i Stockholm, som blästrare av glas. Sitell är en av få glaskonstnärer i Europa som behärskar den svåra tekniken att djupblästra eller reliefblästra glas. Bland hans arbeten kan nämnas ett blästrat glas från 1999 till Berns restauranger i Stockholm som beställdes av Conran & Partners i London. Glaset har en storlek av 3 x 3 meter med tjocklek 19 mm och föreställer en hummer. Peter Sitell har även bistått ca 70-talet konstnärer, att i sin blästringsteknik framställa konstverk för offentlig miljö, bland annat minnesmärket över Anna Lindh av Leif Bolter vid Medborgarhuset på Medborgarplatsen i Stockholm.
År 2006 genomförde Sitell ett utbildningsprojekt i Etiopiens huvudstad Addis Abeba. Projektet, som var ett helt privat initiativ, skulle hjälpa att starta en utbildning för etiopiska glasblästrare på Afrikas första konstglasakademi. Projektet finansierades med egna medel och med annonser till en resedagbok på Sitells hemsida.
Peter Sitell är även en skicklig målare och en återkommande kolumnist i tidskriften Glas, som utges av Glasbranschföreningen, GBF.